# Семиотика кино
Семиотика кино — раздел семиотики, занимающееся изучением знаков в том виде, в котором они свойственны киноискусству на разных его уровнях.

## Ранние семиотики кино
Риччотто Канудо — итальянский писатель, который в двадцатые годы высказал мысль о схожести языка и кинематографа.
Луи Деллюк — французский писатель, работавший в двадцатые годы над трудами, в которых писал о способности кино выходить за пределы национального языка.
Вейчел Линдси — охарактеризовал кино, как ''иероглифический язык''..
Бела Балаж — венгерский теоретик кино, писавший с двадцатых по сороковые годы двадцатого века о сходстве языка и кино.

## Русский формализм (1910—1930-е гг.)
Юрий Тынянов был русским писателем и литературным критиком. Борис Эйхенбаум выделил принципы синтагматической конструкции. Синтагматический анализ имеет дело со структурой, в отличие от парадигматического анализа, который фокусируется на парадигме. С точки зрения Эйхенбаума, кино — это «вид образного языка», и стилистикой его стало бы изучение «синтаксиса» кино, то есть соединения кадров во «фразы» и «предложения».
Эйхенбаум и Тынянов выработали разные подходы к интерпретации знаков кинематографа. «Тынянов говорил о кино, как о визуальном языке, порождённом кинематографическими процедурами, как свет и монтаж, в то время как Эйхенбаум рассматривал кинематограф в соотношении с „внутренней речью“ и визуальное воплощение лингвистических тропов».

## Структурализм и постструктурализм (1950-е — настоящее время)
В шестидесятые годы двадцатого века, когда представители постструктурализма начали критиковать структурализм, концепт киноязыка начал изучаться более тщательно. Семиотика в то время начала пользоваться популярностью в научных кругах. Ранние труды в этой сфере касались отличия произвольных знаков природы от мотивированных, иконических знаков кинематографа. Наиболее известными авторами трудов по семиотике кино являются У.Эко — итальянский писатель и семиотик, П.Пазолини — итальянский режиссёр и писатель, К.Мец — французский теоретик кино, Р.Барт — французский теоретик литературы.

## Понятия
Денотация и Коннотация
В кино выделяют денотативный и коннотативный уровень значения. То, что зритель видит и слышит, относится к денотативному значению, это буквальное значение, для понимания которого не нужно прикладывать усилия. Но в то же время эти же звуковые и визуальные образы имеют коннотативное значение, то есть сама манера съёмки имеет цель вызвать у зрителя определённые эмоции. Коннотативный уровень обычно включает эмоциональные оттенки значения, предметную интерпретацию, социально-культурные и идеологические ассоциации. Кристиан Мец полагал, что «Исследование коннотативных значений ближе подводит нас к пониманию кино, как искусства („седьмого искусства“)». Коннотативные значения вступают в парадигматические отношения, в рамках которых кадр сравнивается с нереализованными членами парадигмы. Кадр розы, снятый с низкой
точки, производит впечатление доминирования и важности цветка, так как подсознательно мы сравниваем его с кадром, снятым с высокой точки, преуменьшающим значение объекта. При синтагматическом подходе тот же самый кадр будет сравниваться не с потенциальными кадрами из парадигмы, но с другими кадрами, использованными в реальности, которые предшествуют ему или следуют за ним. Он получает значение за счёт сравнения с другими кадрами, которые мы видим.
Повествование
Повествование, как правило, разделяют на две составляющих, собственно история, которую рассказывает фильм и тот способ, который был избран для рассказа, наррация, который также часто обозначают термином нарративный дискурс. Изучение киноповествования стремится выявить «мотивированную» и «естественную» связь между означающим и миром повествования, чтобы обнаружить глубинную систему культурных ассоциаций и отношений, которые выражены в повествовательной форме. По выражению Ролана Барта, «повествовать можно на естественном языке, как письменном, так и устном, можно повествовать при помощи движущихся или неподвижных изображений, можно прибегнуть для этого к языку жестов, а можно и синтезировать все эти субстанции; повествует миф, легенда, басня, сказка, новелла, эпопея, история, трагедия, драма, комедия, пантомима, живописное полотно, витраж, кинематограф, комикс, газетная хроника и бытовой разговор. Рассказывание — в почти необозримом разнообразии своих форм — существует повсюду, во все времена, в любом обществе. Рассказывать начали вместе с началом самой человеческой истории». Кино использует сочетание диалога, звуковых и визуальных образов, жестов и действий, чтобы создать повествование. Рассказчики, чей голос обычно звучит за кадром, часто встречаются в документальном кино, и, в сочетании с эффектными кадрами, немало способствуют изложению сюжета.
Тропы
Метонимия проистекает из способности знака представлять целое, являясь при этом лишь его частью. Примером может послужить Эйфелева башня, которая используется в качестве метонимии для всего Парижа. Кинематограф часто обращается к метонимиям, так как для него свойственно показывать внутренние качества через их внешние проявления. Ещё один мощный инструмент кинематографа это метафоры, которые представляют собой сравнение между двумя предметами, не связанных друг с другом, но объединённых сходными характеристиками. В кино идущие друг за другом кадры метафоричны, когда в них подразумевается сравнение. К примеру, кадр летящий птицы, следующий за кадром летящего самолёта, создаёт метафору, так как он указывает на сходство самолёта с птицей.

## Важнейшие труды по семиотике кино
Умберто Эко О членении кинематографического кода (1967)
Умберто Эко исследовал семиологию визуальных кодов, отталкиваясь от работ Меца и Пазолини. С его точки зрения семиология имеет важное и радикальное предназначение. ‘‘В мире знаков, сведенных к системе кодов и подкодов, семиотика раскрывает перед нами мир идеологий, отраженных в устоявшихся способах использования языка’’.
При тройном членении коды состоят из фигур, знаков и сем. Эко предположил, что единственные коды, которые используют тройное членение — это кинематографические коды. В то время как лингвистические методы позволяли использовать две оси координат, парадигматическую и синтагматическую, теория тройного членения учитывает кинесику для определения отдельных временных единиц. Членения вводятся в код для того, чтобы иметь возможность передать максимальное количество комбинируемых элементов. В связи с тем, что обычно мы сталкиваемся с нечленимыми кодами, или же кодами с двойным членением, восприятие кодов с тройным членением будет обострённым. ‘‘Благодаря разнообразию контекстуальных комбинаций, кинематограф является более ценным средством коммуникации, нежели речь’’.
Разновидности кодов
1.Коды восприятия
2.Коды узнавания
3. Коды передачи
4. Тональные коды
5. Иконические коды (фигуры, знаки и семы)
6. Иконографические коды
7. Коды вкуса
8. Риторические коды
9. Стилистические коды
10. Коды подсознательного.
Кристиан Мец ‘‘Семиотика кино’’ (1974)
В этом собрании статей Меца о вопросах кинематографа чувствуется влияние представителей структурной лингвистики. ‘‘Изучение кино как вида искусства — исследование экспрессивности кинематографа — может быть произведено при помощи лингвистических методов…говоря о процессе означивания, кино представляет собой специфический язык’’.
Роберт Стэм, Роберт Биргойн и Сэнди Флиттерман-Льюс Новый словарь семиотики кино: Структурализм, пост-структурализм и за их пределами (1992)
В этой работе семиотика кино предстаёт в качестве нового орудия критики. Этот труд освещает деятельность мыслителей прошлого и даёт определения основополагающим терминам теории кино. Эта книга задумывалась как дидактическое вступление к словарю данной сферы, а не как собрание текстов по теории кино.
Часть первая Истоки семиотики
Семиотику должно рассматривать в более широком контексте современных лингвистических исследований.
''Можно рассматривать эту комплексную междисциплинарную науку как частное проявление популярного лингвистического подхода, как попытку переосмыслить реальность через призму лингвистики''.
Часть вторая кино-семиология
В ней рассматривается кинематографический знак, синтагматика, текстовые системы и принципы анализа, семиотика звука и языка в кинематографе.
Часть третья Нарратология
Опираясь на структурализм и русский формализм, теория киноповествования предпринимает попытки ‘‘установить базовые структуры повествования и определить особенности эстетического языка, свойственные дискурсу кинематографа’’.
Часть четвёртая Психоанализ
Посвящена взаимоотношению человеческой психики и её отражении в кино.
‘‘Одна из целей теории кино в свете психоанализа, таким образом, это систематическое сопоставление кино как специфического зрелища и структуры социально и психически сложившейся личности’’.
Часть пятая от реализма к интертекстуальности
В ней приводится описание изменения направления мысли от упора на реализм в 1950-х к интертекстуальности в 1970-х.